# Twin Rocks (Oregon)
Twin Rocks az Amerikai Egyesült Államok északnyugati részén, Oregon állam Tillamook megyéjében, a U.S. Route 101 mentén elhelyezkedő önkormányzat nélküli település.
Nevét kettő, az óceánból 30 méterre kiemelkedő szikláról kapta. Az 1914 és 1954 között működő posta első vezetője William E. Dunsmoor volt.
A Twin Rocks Friends Campet 1918-ban alapították.

## Fordítás
- Ez a szócikk részben vagy egészben  a   Twin Rocks, Oregon című angol Wikipédia-szócikk ezen változatának fordításán alapul.  Az eredeti cikk szerkesztőit annak laptörténete sorolja fel. Ez a jelzés csupán a megfogalmazás eredetét és a szerzői jogokat jelzi, nem szolgál a cikkben szereplő információk forrásmegjelöléseként.